# Лёвенштедт
Лёвенштедт (нем. Löwenstedt, с.-фриз. Jöömst, дат. Lyngsted) — коммуна в Германии, в земле Шлезвиг-Гольштейн.
Входит в состав района Северная Фризия. Подчиняется управлению Фиёль. Население составляет 683 человека (на 31 декабря 2010 года). Занимает площадь 19,62 км².
Официальным языком в населённом пункте, помимо немецкого, является севернофризский.